# In My Place
"In My Place" é uma canção da banda inglesa de rock alternativo Coldplay. A canção foi escrita por todos os membros da banda para o seu segundo álbum de estúdio, A Rush of Blood to the Head. A faixa é construída em torno de várias batidas de bateria, um carrilhão de guitarra e um coro. Foi lançado em 5 de agosto de 2002 como o primeiro single de A Rush of Blood to the Head e chegou a posição de número dois na UK Singles Chart e de número dezessete na Alternative Songs, dos Estados Unidos.
"In My Place" foi bem recebido pelos críticos. A canção foi elogiada por sua música e letras profundas. A canção ganhou na categoria de Melhor Performance de Rock por um Duo ou Grupo com Vocais no 45º Grammy Awards. O vídeo foi indicado para dois MuchMusic Video Awards em 2003 nas categorias Melhor Vídeo Grupal Internacional e Grupo Internacional Favorito.

## Antecedentes
Em uma entrevista à revista Q, o vocalista do Coldplay, Chris Martin afirmou que "In My Place" era uma canção que foi deixada de lado do corte final de seu álbum de estreia, Parachutes (2000). Quando a banda terminou de gravar seu segundo álbum, A Rush of Blood to the Head, Martin disse que o álbum já estava totalmente completo. No entanto, o guitarrista Jonny Buckland tocou a canção em seu solo de guitarra, Martin disse que era o que eles precisavam para gravar e incluir definitivamente a faixa no álbum. Martin também revelou que "Isso é sobre onde você se colocou no mundo, e como você está dando a sua posição, da maneira que você olha, e de que maneira você tem que ir em frente."
Em uma entrevista, Buckland revelou que a canção foi difícil de gravar, depois que a banda tocou-a ao vivo. Ele também comentou que quando eles começaram a gravar a canção, eles não sabiam como a música deveria soar, por mudanças de idéias constantes da banda.

## Composição
A canção começa com uma única colisão címbalo com dois compassos 4/4 de bateria, em seguida, três notas de rings de guitarra através de um ritmo descuidado, e logo em seguida, os vocais de Martin. Sua instrumentação é variada, com o som da forte da bateria, um carrilhão de guitarra, um coro longo, e um arranjo de cordas. A canção também possui um solo de guitarra lick swirl.
As três linhas do terceiro verso alusão ao amor de um homem para uma mulher, que não retribui seu amor. Ele diz que vai sempre esperar por ela, mas não acha que ela vai ficar onde está por muito tempo. A letra mostra: "But I wait for you/if you go, if you go/leaving me here on my own/well I wait for you." A letra da canção também incluem referências a um desejo de otimismo exaustivo.

## Lançamento
Coldplay lançou "In My Place" nos EUA e no RU  em 5 de agosto de 2002 como o primeiro single do álbum. O single vem acompanhado de dois B-side's: "One I Love" e "I Bloom Blaum". A capa do single mostra características do guitarrista Jonny Buckland, arte feita por Sølve Sundsbø.
"In My Place" conseguiu atingir a posição de número dois na UK Singles Chart em 17 de agosto de 2002, mantido fora do topo por "Colourblind" de Darius Danesh. Permaneceu na segunda posição até o dia 23 de novembro de 2002. A banda quase conseguiu emplacar seu primeiro single no topo da parada. Em 2005, "Speed of Sound", o primeiro single do terceiro álbum da banda, X&Y também chegou a posição de número dois, mas não conseguiu alcançar a primeira posição. "Speed of Sound" foi um marco na carreira do Coldplay, single de maior sucesso até ser lançado "Viva la Vida", alcançando a primeira posição em 2008. A canção alcançou a posição de número dezessete na Alternative Songs dos Estados Unidos, em 2002.

### Recepção

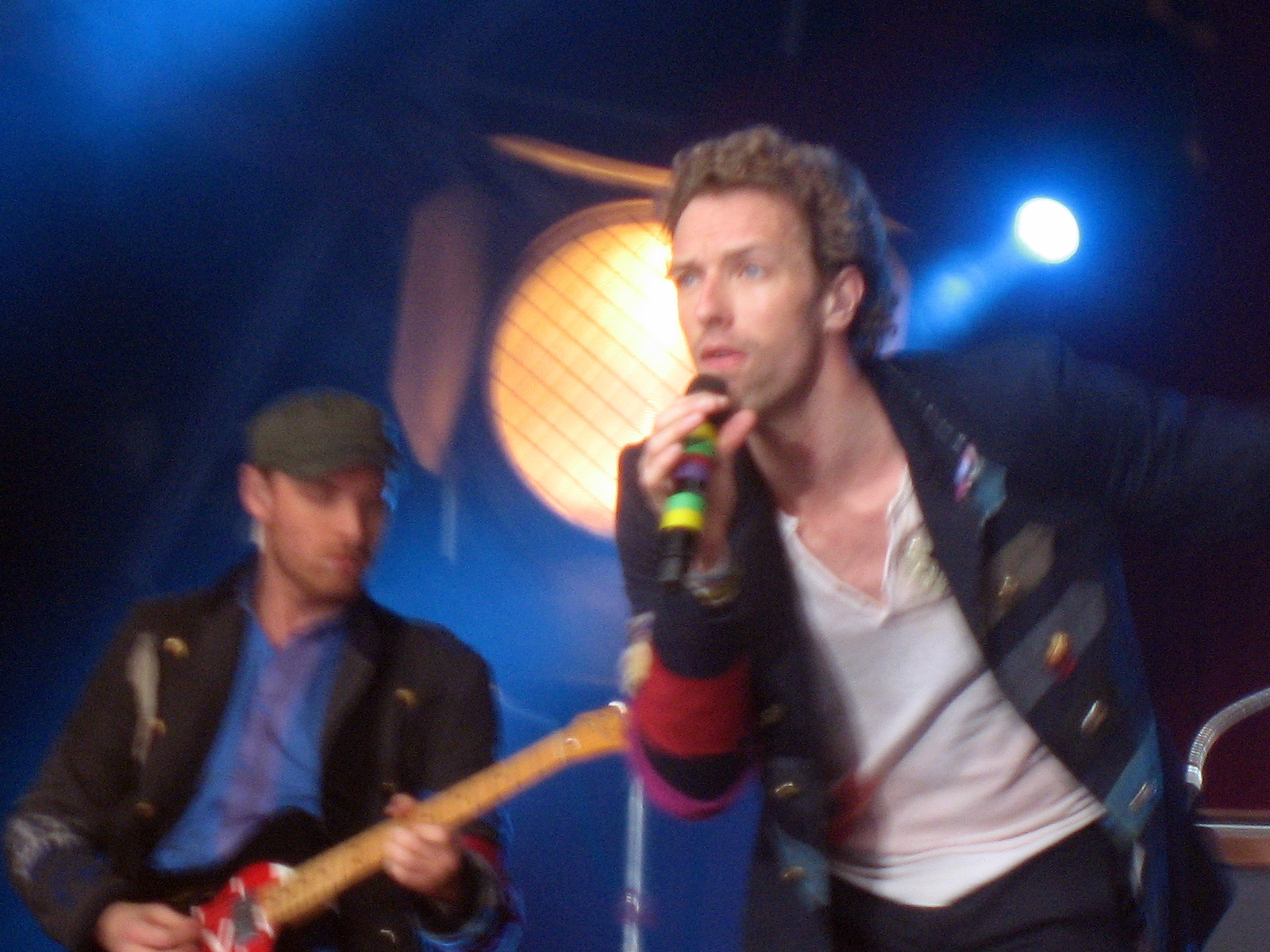
Chris Martin cantando "In My Place" durante a Viva la Vida Tour em 2008.

As críticas foram positivas para a canção. Em uma revisão do álbum para a Entertainment Weekly, o crítico David Browne escreveu: "Canções como 'In My Place' e 'Warning Sign' deveriam se casar por causa da letra impregnada e impúlsiva, com lamentações e erros ('...You were an island / And I passed you by in the touching latter song') com melodias líricas e ganchos de guitarra que cintilam e brilham." Adrien Begrand do PopMatters escreveu: "Quanto ao shimmering, o único consideravelmente lead-off é 'In My Place' que representa o momento mais fraco do álbum, você sabe que tem algo de extraordinário. Atualmente tomando o lugar de 'Yellow', 'In My Place' é outra canção e surpreendentemente simples realizado pela guitarra de Jon Buckland e um vocal sincero de Chris Martin. Realmente não deve ser muito, mas Coldplay conseguiu fazê-la muito bem. Quando Martin canta 'Please, please, please, come back and sing to me,' você se rende totalmente. E por que não? A canção é encantadora." Amy M. Bruce da The Towerlight escreveu: "Com uma série de introspectivas canções de rock como 'In My Place' e 'God Put a Smile upon Your Face,' este álbum é digno de uma campanha publicitária que cerca o primeiro álbum da banda." Jules Willis da BBC escreveu: "A segunda faixa, o mesmo que escreveu as letras de Parachutes, soa como um refúgio do álbum para o produtor de 'In My Place'. É uma canção pop fantástica que justifica o status de Coldplay como uma das bandas mais excitantes do Reino Unido."
"In My Place" ganhou um Prêmio Grammy para Melhor Performance de Rock por um Duo ou Grupo com Vocais no Grammy Awards de 2003. A canção foi nomeada para dois MuchMusic Video Awards para Melhor Vídeo Grupal Internacional e no voto popular: Grupo Internacional Favorito.
Em 2003, "In My Place" foi incluída no álbum ao vivo do Coldplay, Live 2003. A canção apareceu no episódio do ano de 2006 "Saving Jimmy", da série de televisão americana Cold Case. A canção foi usada como uma canção de encerramento de um caso do ano de 2003. A faixa apareceu novamente em um episódio da série de televisão Fastlane. A canção também é destaque no jogo Guitar Hero 5 (2009).

## Videoclipe
O vídeoclipe de "In My Place" foi dirigido por Sophie Muller e estreou em 17 de junho de 2002 na AOL. Nele, apresenta uma performance da banda, em que a banda está tocando em uma enorme sala quase vazia. As duas mulheres presentes no fundo, eram membros da tripulação de vídeo: uma maquiadora/assistente de figurino e um comissário de vídeo. O vídeo começa com a banda tocando, enquanto tocam, Chris Martin, que está sentado em um canto, se levanta e se junta a eles na música. Durante o vídeo, Martin canta diretamente para a câmera. Durante o solo de guitarra, Martin sobe uma escada até um casal no fundo, e conversa com eles um pouco, em seguida, retorna de volta para cantar o resto da canção. O vídeo termina com a banda terminando de cantar a canção.

## Faixas
| N.º | Título                          | Duração |  |
| 1.  | "In My Place" (versão do vídeo) | 3:48    |  |
| 2.  | "One I Love"                    | 4:35    |  |
| 3.  | "I Bloom Blaum"                 | 2:11    |  |

Todas as versões do single oficial incluiu o B-side, "One I Love". A faixa foi gravada para o álbum A Rush of Blood to the Head, porém não entrou na lista final. Também é destaque no DVD Live 2003.

## Desempenho nas paradas musicais
| País/Parada (2002)                           | Melhor posição |
| -------------------------------------------- | -------------- |
| Austrália (ARIA)                             | 23             |
| Canadá (Canadian Hot 100)                    | 2              |
| Dinamarca (Hitlisten)                        | 16             |
| Estados Unidos (Billboard Alternative Songs) | 17             |
| França (SNEP)                                | 60             |
| Itália (FIMI)                                | 4              |
| Irlanda (IRMA)                               | 2              |
| Noruega (VG-lista)                           | 17             |
| Nova Zelândia (RIANZ)                        | 24             |
| Polônia (ZPAV)                               | 1              |
| Reino Unido (The Official Charts Company)    | 2              |